# غادونغ (تيبت)
غادونغ (بالإنجليزية: Gadong, Tibet)‏ هي دير تقع في الصين في Bainang County. يقدر عدد سكانها بـ
- نسمة .